# Comté de Chesterfield (Caroline du Sud)
Pour les articles homonymes, voir Comté de Chesterfield.
Le comté de Chesterfield est l’un des 46 comtés de l’État de Caroline du Sud, aux États-Unis. Il a été fondé en 1785. Son siège est la ville de Chesterfield. Selon le recensement de 2010, la population du comté est de 46 734 habitants. 

## Géographie
Le comté a une superficie de 2 087 km², dont 2 068 km² est de terre. 

## Démographie
| 1800  | 1810  | 1820  | 1830  | 1840  | 1850   |
| ----- | ----- | ----- | ----- | ----- | ------ |
| 5 216 | 5 564 | 6 645 | 8 472 | 8 574 | 10 790 |

| 1860   | 1870   | 1880   | 1890   | 1900   | 1910   |
| ------ | ------ | ------ | ------ | ------ | ------ |
| 11 834 | 10 584 | 16 345 | 18 468 | 20 401 | 26 301 |

| 1920   | 1930   | 1940   | 1950   | 1960   | 1970   |
| ------ | ------ | ------ | ------ | ------ | ------ |
| 31 969 | 34 334 | 35 963 | 36 236 | 33 717 | 33 667 |

| 1980   | 1990   | 2000   | 2010   | - | - |
| ------ | ------ | ------ | ------ | - | - |
| 38 161 | 38 577 | 42 768 | 46 734 | - | - |